# Anneliese Maier
Anneliese Maier (Tübingen, 17 november 1905 – Rome, 2 december 1971) was een Duitse wetenschapshistorica. Met haar werk trad ze in de voetsporen van Pierre Duhem (1861–1916) en was ze een inspiratie voor het werk van de Nederlander Eduard Jan Dijksterhuis (1892-1965).
Maier was de dochter van de filosoof Heinrich Maier (1876–1933), en studeerde van 1923 tot 1926 natuurkunde en wiskunde in Berlijn en Zürich. In 1930 promoveerde ze aan de Universiteit van Berlijn met het proefschrift Kants Qualitätskategorien, in het Engels:  Kant's categories of quality . 
Ze werkte verder aan de Pruisische Academie voor Wetenschappen tot ze in 1936 naar Rome vertrok, waar ze vanaf 1945 in de Biblioteca Apostolica Vaticana werkte aan haar studie van de natuurfilosofie. In 1951 ontving ze een eretitel als professor en werd lid van de Academie voor Wetenschappen in Mainz (1949), Göttingen (1962) en München (1966). In 1966 ontving zij ook de internationale George Sarton Medaille voor haar werk aan de wetenschapsgeschiedenis.

## Publicaties
- 1930. Kants Qualitätskategorien.
- 1938. Die Mechanisierung des Weltbildes im 17. Jahrhundert
- 1949-58. Studien zur Naturphilosophie der Spätscholastik. In 5 delen.
- 1964-77. Ausgehendes Mittelalter: Gesammelte Aufsätze zur Geistesgeschichte des 14. Jahrhunderts. In 3 delen.

Over Anneliese Maier:
- 2004. Von Berlin nach Rom - Anneliese Maier (1905-1971), Annette Vogt in MPI für Wissenschaftsgeschichte, Steiner Stuttgart, pag. 391-414.